# 德丸伸一
德丸 伸一（とくまる しんいち、1958年〈昭和33年〉 - ）は、海上自衛官。最終階級は海将補。

## 経歴
神奈川県立横須賀高等学校（高29期）を経て、防衛大学校を1981年3月（第25期）に卒業。海上自衛隊へ入隊する。
おおよど艦長、第4護衛隊群司令、練習艦隊司令官、護衛艦隊幕僚長、掃海隊群司令、第1術科学校長などを歴任し、2015年8月4日退官。
退官後は公益社団法人安全保障懇話会理事（2020年度〈令和2年度〉）への就任や雑誌『世界の艦船』に多くの記事を投稿をしている。

## 略歴
- 1981年（昭和56年）3月：防衛大学校第25期卒業、海上自衛隊に入隊
- 1997年（平成9年）8月：おおよど艦長
- 1998年（平成10年）8月：海上幕僚監部防衛部防衛課
- 2000年（平成12年）1月：1等海佐に昇任
- 2001年（平成13年）6月：海上幕僚監部補任課
  - 9月：兼ねて海上自衛隊幹部学校勤務
- 2002年（平成14年）8月：海上幕僚監部補任課補任班長
- 2003年（平成15年）7月：第4護衛隊司令[3]
- 2004年（平成16年）8月：海上幕僚監部防衛部装備体系課長
- 2006年（平成18年）7月：情報本部統合情報部長
- 2007年（平成19年）12月：海将補に昇任、第4護衛隊群司令[4]
- 2009年（平成21年）12月：練習艦隊司令官
- 2010年（平成22年）12月：護衛艦隊幕僚長
- 2012年（平成24年）3月：掃海隊群司令
- 2013年（平成25年）8月：第1術科学校長[5]
- 2015年（平成27年）8月4日：退官